# Lavoy (Alberta)
Lavoy est un hameau situé dans la province d'Alberta, dans le centre-est.